# 2008年北京オリンピックの陸上競技
2008年北京オリンピックの陸上競技（2008ねんペキンオリンピックのりくじょうきょうぎ）は、北京国家体育場をメインスタジアムとして2008年8月15日から8月24日までの競技日程で実施された。男女計47種目が行われ、200カ国・地域から2056人の選手が参加した。この大会で5種目の世界新記録と17種目のオリンピック新記録が誕生した。

## 概要
女子3000m障害が正式種目として採用され、男子は24種目、女子は1種目増え23種目で行われた。

## 標準記録
標準記録Aを突破した選手は1ヶ国につき最大3選手までエントリーが可能、標準記録Bもしくは標準記録以下でも1ヶ国につき1選手のエントリーが可能。実施競技と標準記録は以下の通り。
| 種目         | 男子標準記録A | 男子標準記録B | 女子標準記録A | 女子標準記録B |
| ------------ | ------------- | ------------- | ------------- | ------------- |
| 100m         | 10秒21        | 10秒28        | 11秒32        | 11秒42        |
| 200m         | 20秒59        | 20秒75        | 23秒00        | 23秒20        |
| 400m         | 45秒55        | 45秒95        | 51秒55        | 52秒35        |
| 800m         | 1分46秒00     | 1分47秒60     | 2分00秒00     | 2分01秒30     |
| 1500m        | 3分36秒60     | 3分39秒00     | 4分07秒00     | 4分08秒00     |
| 5000m        | 13分21秒50    | 13分28秒00    | 15分09秒00    | 15分24秒00    |
| 10000m       | 27分50秒00    | 28分10秒00    | 31分45秒00    | 32分20秒00    |
| マラソン     | 2時間15分00秒 | 2時間18分00秒 | 2時間37分00秒 | 2時間42分00秒 |
| 20km競歩     | 1時間23分00秒 | 1時間24分30秒 | 1時間33分30秒 | 1時間38分00秒 |
| 50km競歩     | 4時間00分00秒 | 4時間07分00秒 | -             | -             |
| 100mハードル | -             | -             | 12秒96        | 13秒11        |
| 110mハードル | 13秒55        | 13秒72        | -             | -             |
| 400mハードル | 49秒20        | 49秒50        | 55秒60        | 56秒50        |
| 3000m障害    | 8分24秒60     | 8分32秒00     | 9分46秒00     | 9分55秒00     |
| 走高跳       | 2m30cm        | 2m27cm        | 1m95cm        | 1m91cm        |
| 棒高跳       | 5m70cm        | 5m55cm        | 4m45cm        | 4m30cm        |
| 走幅跳       | 8m20cm        | 8m05cm        | 6m72cm        | 6m60cm        |
| 三段跳       | 17m10cm       | 16m80cm       | 14m20cm       | 14m00cm       |
| 砲丸投       | 20m30cm       | 19m80cm       | 18m35cm       | 17m20cm       |
| 円盤投       | 64m50cm       | 62m50cm       | 61m00cm       | 59m00cm       |
| ハンマー投   | 78m50cm       | 74m00cm       | 69m50cm       | 67m00cm       |
| やり投       | 81m80cm       | 77m80cm       | 60m50cm       | 56m00cm       |
| 七種競技     | -             | -             | 6,000 点      | 5,800 点      |
| 十種競技     | 8,000 点      | 7,700 点      | -             | -             |

## 競技結果

### 男子
| 種目              | 金 | 金              | 銀                                                                                             | 銀       | 銅                                                                                                 | 銅       |
| ----------------- | --- | --------------- | ---------------------------------------------------------------------------------------------- | -------- | -------------------------------------------------------------------------------------------------- | -------- |
| 100m 詳細         | ウサイン・ボルト ジャマイカ (JAM)                                                                                | 9.69 世界新     | リチャード・トンプソン トリニダード・トバゴ (TRI)                                              | 9.89     | ウォルター・ディックス アメリカ合衆国 (USA)                                                        | 9.91     |
| 200m 詳細         | ウサイン・ボルト ジャマイカ (JAM)                                                                                | 19.30 世界新    | ショーン・クロフォード アメリカ合衆国 (USA)                                                    | 19.96    | ウォルター・ディックス アメリカ合衆国 (USA)                                                        | 19.98    |
| 400m 詳細         | ラショーン・メリット アメリカ合衆国 (USA)                                                                        | 43.75           | ジェレミー・ウォリナー アメリカ合衆国 (USA)                                                    | 44.74    | デービッド・ネビル アメリカ合衆国 (USA)                                                            | 44.80    |
| 800m 詳細         | ウィルフレッド・ブンゲイ ケニア (KEN)                                                                            | 1:44.65         | イスマイル・アハメド・イスマイル スーダン (SUD)                                                | 1:44.70  | アルフレッド・キーワ・イエゴ ケニア (KEN)                                                          | 1:44.82  |
| 1500m 詳細        | アスベル・キプロプ ケニア (KEN)                                                                                  | 3:33.11         | ニック・ウィリス ニュージーランド (NZL)                                                        | 3:34.16  | メディー・バアラ フランス (FRA)                                                                    | 3:34.21  |
| 5000m 詳細        | ケネニサ・ベケレ エチオピア (ETH)                                                                                | 12:57.82 五輪新 | エリウド・キプチョゲ ケニア (KEN)                                                              | 13:02.80 | エドウィン・チェルヨト・ソイ ケニア (KEN)                                                          | 13:06.22 |
| 10000m 詳細       | ケネニサ・ベケレ エチオピア (ETH)                                                                                | 27:01.17 五輪新 | シレシ・シヒネ エチオピア (ETH)                                                                | 27:02.77 | ミカ・コーゴ ケニア (KEN)                                                                          | 27:04.11 |
| マラソン 詳細     | サムエル・ワンジル ケニア (KEN)                                                                                  | 2h06:32 五輪新  | ジャウアド・ガリブ モロッコ (MAR)                                                              | 2h07:16  | ツェガエ・ケベデ エチオピア (ETH)                                                                  | 2h10:00  |
| 110mハードル 詳細 | ダイロン・ロブレス キューバ (CUB)                                                                                | 12.93           | デビッド・ペイン アメリカ合衆国 (USA)                                                          | 13.17    | デビッド・オリバー アメリカ合衆国 (USA)                                                            | 13.18    |
| 400mハードル 詳細 | アンジェロ・テイラー アメリカ合衆国 (USA)                                                                        | 47.25           | カーロン・クレメント アメリカ合衆国 (USA)                                                      | 47.98    | バーショーン・ジャクソン アメリカ合衆国 (USA)                                                      | 48.06    |
| 3000m障害 詳細    | ブライミン＝キプロプ・キプルト ケニア (KEN)                                                                      | 8:10.34         | マイディーヌ・メキシベナバ フランス (FRA)                                                      | 8:10.49  | リチャード・キプケンボイ＝マテーロング ケニア (KEN)                                                | 8:11.01  |
| 20km競歩 詳細     | ワレリー・ボルチン ロシア (RUS)                                                                                  | 1h19:01         | ジェファーソン・ペレス エクアドル (ECU)                                                        | 1h19:15  | ジャレド・タレント オーストラリア (AUS)                                                            | 1h19:42  |
| 50km競歩 詳細     | アレックス・シュバーツァー イタリア (ITA)                                                                        | 3h37:09 五輪新  | ジャレド・タレント オーストラリア (AUS)                                                        | 3h39:27  | デニス・ニジェゴロドフ ロシア (RUS)                                                                | 3h40:14  |
| 4×100mリレー 詳細 | トリニダード・トバゴ (TRI) キーストン・ブレドマン マルク・バーンズ エマニエル・カレンダー リチャード・トンプソン | 38.06           | 日本 (JPN) 塚原直貴 末續慎吾 髙平慎士 朝原宣治                                                 | 38.15    | ブラジル (BRA) ビセンチ・デ・リマ サンドロ・ビアナ ブルーノ・デ・バロス ジョゼ・カルロス・モレイラ | 38.24    |
| 4×400mリレー 詳細 | アメリカ合衆国 (USA) ラショーン・メリット アンジェロ・テイラー デービッド・ネビル ジェレミー・ウォリナー         | 2:55.39 五輪新  | バハマ (BAH) アンドレッティ・ベイン マイケル・マシュー アンドレ・ウィリアムズ クリス・ブラウン | 2:58.03  | イギリス (GBR) アンドリュー・スティール ロバート・トビン マイケル・ビンガム マーティン・ルーニー   | 2:58.81  |
| 走高跳 詳細       | アンドレイ・シルノフ ロシア (RUS)                                                                                | 2.36m           | ジャーメイン・メイソン イギリス (GBR)                                                          | 2.34m    | ヤロスラフ・リバコフ ロシア (RUS)                                                                  | 2.34m    |
| 棒高跳 詳細       | スティーブン・フッカー オーストラリア (AUS)                                                                      | 5.96m 五輪新    | エフゲニー・ルキャネンコ ロシア (RUS)                                                          | 5.85m    | デレク・マイルズ アメリカ合衆国 (USA)                                                              | 5.70m    |
| 走幅跳 詳細       | イルビング・サラディノ パナマ (PAN)                                                                              | 8.34m           | コッツォ・モコエナ 南アフリカ (RSA)                                                            | 8.24m    | イブラヒム・カメホ キューバ (CUB)                                                                  | 8.20m    |
| 三段跳 詳細       | ネルソン・エボラ ポルトガル (POR)                                                                                | 17.67m          | フィリップス・イドウ イギリス (GBR)                                                            | 17.62m   | リーバン・サンズ バハマ (BAH)                                                                      | 17.59m   |
| 砲丸投 詳細       | トマシュ・マエフスキ ポーランド (POL)                                                                            | 21.51m 五輪新   | クリスチャン・キャントウェル アメリカ合衆国 (USA)                                              | 21.09m   | ディラン・アームストロング カナダ (CAN)                                                            | 21.04m   |
| 円盤投 詳細       | ゲルド・カンテル エストニア (EST)                                                                                | 68.82m          | ピョートル・マラチョフスキ ポーランド (POL)                                                    | 67.82m   | ウィルギリウス・アレクナ リトアニア (LTU)                                                          | 67.79m   |
| やり投 詳細       | アンドレアス・トルキルドセン ノルウェー (NOR)                                                                    | 90.57m 五輪新   | アイナルス・コバルス ラトビア (LAT)                                                            | 86.64m   | テロ・ピトカマキ フィンランド (FIN)                                                                | 86.16m   |
| ハンマー投 詳細   | プリモジュ・コズムス スロベニア (SLO)                                                                            | 82.02m          | ワディム・デフヤトフスキー ベラルーシ (BLR)                                                    | 81.61m   | イワン・チホン ベラルーシ (BLR)                                                                    | 81.51m   |
| 十種競技 詳細     | ブライアン・クレイ アメリカ合衆国 (USA)                                                                          | 8791            | アンドレイ・クラウチャンカ ベラルーシ (BLR)                                                    | 8551     | レオネル・スアレス キューバ (CUB)                                                                  | 8527     |

### 女子
| 種目              | 金 | 金              | 銀 | 銀       | 銅 | 銅       |
| ----------------- | --- | --------------- | --- | -------- | --- | -------- |
| 100m 詳細         | シェリー＝アン・フレーザー ジャマイカ (JAM)                                                                    | 10.78           | シェローン・シンプソン ジャマイカ (JAM)                                                                      | 10.98    | |          |
| 100m 詳細         | シェリー＝アン・フレーザー ジャマイカ (JAM)                                                                    | 10.78           | ケロン・スチュワート ジャマイカ (JAM)                                                                        | 10.98    | |          |
| 200m 詳細         | ベロニカ・キャンベル＝ブラウン ジャマイカ (JAM)                                                                | 21.74           | アリソン・フェリックス アメリカ合衆国 (USA)                                                                  | 21.93    | ケロン・スチュワート ジャマイカ (JAM)                                                                    | 22.00    |
| 400m 詳細         | クリスティーン・オールグー イギリス (GBR)                                                                      | 49.62           | シェリカ・ウィリアムズ ジャマイカ (JAM)                                                                      | 49.69    | サーニャ・リチャーズ アメリカ合衆国 (USA)                                                                | 49.93    |
| 800m 詳細         | パメラ・ジェリモ ケニア (KEN)                                                                                  | 1:54.87         | ジェネス・ジェプコスゲイ ケニア (KEN)                                                                        | 1:56.07  | ハスナ・ベンハシ モロッコ (MAR)                                                                          | 1:56.73  |
| 1500m 詳細        | ナンシージェベット・ラガト ケニア (KEN)                                                                        | 4:00.23         | イリーナ・リシチンスカ ウクライナ (UKR)                                                                      | 4:01.63  | ナタリア・トビアス ウクライナ (UKR)                                                                      | 4:01.78  |
| 5000m 詳細        | ティルネシュ・ディババ エチオピア (ETH)                                                                        | 15:41.40        | メセレト・デファー エチオピア (ETH)                                                                          | 15:44.12 | シルビア・キベト ケニア (KEN)                                                                            | 15:44.96 |
| 10000m 詳細       | ティルネシュ・ディババ エチオピア (ETH)                                                                        | 29:54.66 五輪新 | シャレーン・フラナガン アメリカ合衆国 (USA)                                                                  | 30:22.22 | リネット・マサイ ケニア (KEN)                                                                            | 30:26.50 |
| マラソン 詳細     | コンスタンティナ・トメスク ルーマニア (ROU)                                                                    | 2h26:44         | キャサリン・ヌデレバ ケニア (KEN)                                                                            | 2h27:06  | 周春秀 中国 (CHN)                                                                                        | 2h27:07  |
| 100mハードル 詳細 | ドーン・ハーパー アメリカ合衆国 (USA)                                                                          | 12.54           | サリー・マクレラン オーストラリア (AUS)                                                                      | 12.64    | プリシラ・ロペス＝シュリエプ カナダ (CAN)                                                                | 12.64    |
| 400mハードル 詳細 | メレーン・ウォーカー ジャマイカ (JAM)                                                                          | 52.64 五輪新    | シーナ・トスタ アメリカ合衆国 (USA)                                                                          | 53.70    | ターシャ・ダンバース イギリス (GBR)                                                                      | 53.84    |
| 3000m障害 詳細    | グルナラ・サミトワ＝ガルキナ ロシア (RUS)                                                                      | 8:58.81 世界新  | ユーニス・ジェプコリル ケニア (KEN)                                                                          | 9:07.41  | タチアナ・アルヒポワ ロシア (RUS)                                                                        | 9:12.33  |
| 20km競歩 詳細     | オルガ・カニスキナ ロシア (RUS)                                                                                | 1h26:31         | シェルティ・テュッセ・プラッツェル ノルウェー (NOR)                                                          | 1h27:07  | エリザ・リガウド イタリア (ITA)                                                                          | 1h27:12  |
| 4×100mリレー 詳細 | ベルギー (BEL) オリビア・ボルレー ハンナ・マリエン エロディ・ウエドラオゴ キム・ゲバールト                     | 42.54           | ナイジェリア (NGR) フランサ・イドコ グロリア・ケマスオデ ハリマット・イスメイラ オルダモラ・オサヨミ         | 43.04    | ブラジル (BRA) ホセマール・コエリョ・ネト ルシマール・デ・モウラ タイサ・プレスチ ロザンジェラ・サントス | 43.14    |
| 4×400mリレー 詳細 | アメリカ合衆国 (USA) メアリー・ワインバーグ アリソン・フェリックス モニーク・ヘンダーソン サーニャ・リチャーズ | 3:18.54         | ジャマイカ (JAM) シェリカ・ウィリアムズ シェリーファ・ロイド ローズマリー・ホワイト ノブレーン・ウィリアムズ | 3:20.40  | イギリス (GBR) クリスティーン・オールグー ケリー・サザートン マリリン・オコロ ニコラ・サンダース         | 3:22:68  |
| 走高跳 詳細       | ティア・エルボー ベルギー (BEL)                                                                                | 2.05m           | ブランカ・ブラシッチ クロアチア (CRO)                                                                        | 2.05m    | チャウント・ロー アメリカ合衆国 (USA)                                                                    | 1.99m    |
| 棒高跳 詳細       | エレーナ・イシンバエワ ロシア (RUS)                                                                            | 5.05m 世界新    | ジェニファー・スタチンスキ アメリカ合衆国 (USA)                                                              | 4.80m    | スベトラーナ・フェオファノワ ロシア (RUS)                                                                | 4.75m    |
| 走幅跳 詳細       | マウレン・マギ ブラジル (BRA)                                                                                  | 7.04m           | ブレッシング・オカグバレ ナイジェリア (NGR)                                                                  | 6.91m    | チェルシー・ハモンド ジャマイカ (JAM)                                                                    | 6.79m    |
| 三段跳 詳細       | フランソワーズ・ムバンゴ カメルーン (CMR)                                                                      | 15.39m 五輪新   | オルガ・リパコワ カザフスタン (KAZ)                                                                          | 15.11m   | ヤルヘリス・サビヌ キューバ (CUB)                                                                        | 15.05m   |
| 砲丸投 詳細       | バレリー・ビリ ニュージーランド (NZL)                                                                          | 20.56m          | ミスレイディス・ゴンザレス キューバ (CUB)                                                                    | 19.50m   | 鞏立姣 中国 (CHN)                                                                                        | 19.20m   |
| 円盤投 詳細       | ステファニー・ブラウン・トラフトン アメリカ合衆国 (USA)                                                        | 64.74m          | オレナ・アントノワ ウクライナ (UKR)                                                                          | 62.59m   | 宋愛民 中国 (CHN)                                                                                        | 62.20m   |
| やり投 詳細       | バルボラ・シュポタコバ チェコ (CZE)                                                                            | 71.42m          | クリスティーナ・オーバークフォル ドイツ (GER)                                                                | 66.13m   | ゴルディ・セイヤーズ イギリス (GBR)                                                                      | 65.75m   |
| ハンマー投 詳細   | イプシ・モレノ キューバ (CUB)                                                                                  | 75.20m          | 張文秀 中国 (CHN)                                                                                            | 74.32m   | マニュエラ・モントブラン フランス (FRA)                                                                  | 72.54m   |
| 七種競技 詳細     | ナタリア・ドブルインスカ ウクライナ (UKR)                                                                      | 6733            | ハイレアス・ファウンテン アメリカ合衆国 (USA)                                                                | 6619     | ケリー・サザートン イギリス (GBR)                                                                        | 6517     |

## 国・地域別のメダル獲得数
| 順   | 国・地域                   | 金 | 銀 | 銅 | 計  |
| ---- | -------------------------- | -- | -- | -- | --- |
| 1    | アメリカ合衆国 (USA)       | 7  | 10 | 8  | 25  |
| 2    | ケニア (KEN)               | 6  | 4  | 6  | 16  |
| 3    | ジャマイカ (JAM)           | 5  | 4  | 2  | 11  |
| 4    | ロシア (RUS)               | 5  | 1  | 4  | 10  |
| 5    | エチオピア (ETH)           | 4  | 2  | 1  | 7   |
| 6    | キューバ (CUB)             | 2  | 1  | 3  | 6   |
| 7    | ベルギー (BEL)             | 2  | 0  | 0  | 2   |
| 8    | イギリス (GBR)             | 1  | 2  | 5  | 8   |
| 9    | オーストラリア (AUS)       | 1  | 2  | 1  | 4   |
| 9    | ウクライナ (UKR)           | 1  | 2  | 1  | 4   |
| 11   | ニュージーランド (NZL)     | 1  | 1  | 0  | 2   |
| 11   | ノルウェー (NOR)           | 1  | 1  | 0  | 2   |
| 11   | ポーランド (POL)           | 1  | 1  | 0  | 2   |
| 11   | トリニダード・トバゴ (TTO) | 1  | 1  | 0  | 2   |
| 15   | ブラジル (BRA)             | 1  | 0  | 2  | 3   |
| 16   | イタリア (ITA)             | 1  | 0  | 1  | 2   |
| 17   | カメルーン (CMR)           | 1  | 0  | 0  | 1   |
| 17   | チェコ (CZE)               | 1  | 0  | 0  | 1   |
| 17   | エストニア (EST)           | 1  | 0  | 0  | 1   |
| 17   | パナマ (PAN)               | 1  | 0  | 0  | 1   |
| 17   | ポルトガル (POR)           | 1  | 0  | 0  | 1   |
| 17   | ルーマニア (ROU)           | 1  | 0  | 0  | 1   |
| 17   | スロベニア (SLO)           | 1  | 0  | 0  | 1   |
| 24   | ベラルーシ (BLR)           | 0  | 2  | 1  | 3   |
| 25   | ナイジェリア (NGR)         | 0  | 2  | 0  | 2   |
| 26   | 中国 (CHN) （開催国）      | 0  | 1  | 3  | 4   |
| 27   | フランス (FRA)             | 0  | 1  | 2  | 3   |
| 28   | バハマ (BAH)               | 0  | 1  | 1  | 2   |
| 28   | モロッコ (MAR)             | 0  | 1  | 1  | 2   |
| 30   | クロアチア (CRO)           | 0  | 1  | 0  | 1   |
| 30   | エクアドル (ECU)           | 0  | 1  | 0  | 1   |
| 30   | ドイツ (GER)               | 0  | 1  | 0  | 1   |
| 30   | 日本 (JPN)                 | 0  | 1  | 0  | 1   |
| 30   | カザフスタン (KAZ)         | 0  | 1  | 0  | 1   |
| 30   | ラトビア (LAT)             | 0  | 1  | 0  | 1   |
| 30   | 南アフリカ (RSA)           | 0  | 1  | 0  | 1   |
| 30   | スーダン (SUD)             | 0  | 1  | 0  | 1   |
| 38   | カナダ (CAN)               | 0  | 0  | 2  | 2   |
| 39   | フィンランド (FIN)         | 0  | 0  | 1  | 1   |
| 39   | リトアニア (LTU)           | 0  | 0  | 1  | 1   |
| 合計 | 合計                       | 47 | 48 | 46 | 141 |